# 永井陽右
アクセプト・インターナショナル代表理事。主にソマリアやイエメン、パレスチナなどの紛争地にて、所謂テロ組織などの武装勢力からの離脱の促進や、投降兵や逮捕者、戦争捕虜などの脱過激化と社会復帰支援、和解に向けた対話などを実施。国連機関や現地政府の政策立案やレビューなどにも従事。また近年は、テロや武力紛争に関わる若者に関する国際規範の制定に向けても取り組んでいる。国連ではアドバイザリーボード、専門家会議や専門作業部会のメンバー等。オックスフォード大学客員フェロー。著書に『紛争地で「働く」私の生き方』（小学館）など。

## 人物
神奈川県海老名市出身。高校時代に地球温暖化の影響でツバルが海に沈んでしまうというニュースに衝撃を受けた経験から、他者を意識するようになる。
早稲田大学入学後、紛争やテロ、飢饉などにより「比類なき人類の悲劇」と形容されていたソマリアを知り、何かしなければならないという使命感に駆られた。現地で人道支援に携わりたいとNGOや大学教授に相談したところ、英語力も専門性も十分な経験もないのにできることなどないと異口同音に反対された。永井は今この瞬間に多くの人が亡くなっているのにも関わらず悠長なことを言っている大人に怒りを覚え、当時早稲田大学に在籍していたソマリア人の若者と共に「紛争地ソマリアの問題を解決する」ことを目指して「日本ソマリア青年機構」を設立。日本でメンバーを増やすとともに、ソマリア現地の学生団体と合併して活動を本格化させた。ケニアで難民として暮らすソマリア人ギャングを更生させ治安改善を目指す活動に取り組む。この活動は国連などにも評価され、2016年からはソマリアでテロリストの更生活動を始める。
2017年には、日本ソマリア青年機構を「NPO法人アクセプト・インターナショナル」として法人化した。現在はソマリアに加え、インドネシア、ケニア、イエメン、コロンビア、パレスチナ、日本において、平和の担い手を増やし、憎しみの連鎖を解くべく活動している。支援の対象も拡大し、ソマリアでは、世界で最もアクティブで危険なテロ組織の一つとされているアル・シャバーブの投降兵や逮捕者、イエメンでは反政府武装勢力フーシ派からの捕虜を主な対象として、ケアカウンセリングや職業訓練、基礎教育などを提供し、彼らが平和の担い手として社会に戻ることをサポートしている。また、武装勢力からの離脱促進の支援や、社会との和解の促進にも取り組んでいる。
また、2024年9月にはテロや武力紛争に関わる若者の保護やエンパワーメントの取り組みを世界的に促進するべく、タスクフォース「Global Taskforce for Youth Combatants(GTY)」を設立し、国際社会へのアドボカシー活動にも力を入れている。

## 経歴
- 2010年 - 藤嶺学園藤沢高等学校卒業[9]
- 2015年 - 早稲田大学教育学部複合文化学科卒業
- 2016年 - ロンドン・スクール・オブ・エコノミクス, Conflict Studies（紛争研究）修士課程修了
- 2017年 - NPO法人アクセプト・インターナショナル設立、代表理事就任
- 2022年 - 早稲田大学大学院社会科学研究科地球社会論専攻博士課程修了

## 受賞歴
- 2014年 - 第28回人間力大賞（青年版国民栄誉賞）、外務大臣奨励賞受賞
- 2015年 - 小野梓記念賞特別賞受賞
- 2021年 - King Hamad Award ピースアワード受賞
- 2022年 - 中曽根康弘賞奨励賞受賞[10]

## 選出
- 2016年12月 - 日経ビジネス「次代を創る100人」に選出
- 2018年8月 - Forbes Japan「30 UNDER 30 JAPAN 2018」に選出
- 2020年11月 - Paris Peace Forum 2020にて特定非営利活動法人アクセプト・インターナショナルのRPAモデルが選出
- 2021年11月 - ニューズウィーク日本版「世界に貢献する日本人30」

## 著書
- 『僕らはソマリアギャングと夢を語る――「テロリストではない未来」をつくる挑戦』 英治出版, 2016年
- 『ぼくは13歳、任務は自爆テロ。――テロと紛争をなくすために必要なこと』合同出版, 2017年
- 『共感という病』かんき出版, 2021年
- 『紛争地で「働く」私の生き方』小学館, 2023年

## 出演
- 2012年10月21日 - ラジオJ-WAVE「FIAT.SHARE WITH…」に出演[11]
- 2012年11月20日 - 目標を持って活動する若者を取材するラジオ「つながり。」に出演[11]
- 2014年11月30日 - テレビ朝日系列「報道ステーションSUNDAY」に出演[11]
- 2015年4月12日 - NHK「明日へ支えあおう〜『歌い継がれる』花は咲く〜」に出演[11]
- 2016年5月12日 - TBS「ニュースの視点」に出演[11]
- 2016年6月10日 - NHK「国際報道2016」に出演[11]
- 2016年7月21日 - NHKマイあさラジオ「ワールド・リポート」に出演[11]
- 2016年11月30日 - TBS「News23」に出演[11]
- 2017年5月18日 - 「Abema Prime」に出演[11]
- 2017年10月25日 - 文化放送「大竹まこと ゴールデンラジオ」に出演[11]
- 2017年11月15日 - NHK BS1「国際報道2017」に出演[11]
- 2017年11月28日 - 「NHK World」 に出演[11]
- 2018年6月26日 - 高知新聞に前日高知市内で行った講演についての記事掲載[11]
- 2018年6月26日 - 「イブニングKOCHI」に出演[11]
- 2018年7月11日 - 「Abema Prime」に出演[11]
- 2018年11月21日 - 「NHKワールド」に出演[11]
- 2019年1月2日 - JFNラジオ「On The Planet」に出演[11]
- 2019年3月5日 - TBSラジオ「荻上チキ Session-22」に出演[11]
- 2019年6月1日 - 高知さんさんテレビへ出演[11]
- 2020年6月22日 - 日本放送ラジオにて3週連続で出演[11]
- 2020年12月2日 - テレビ朝日「25歳情熱の起点」に出演[11]
- 2020年12月26日 - ヤフークリエイターズにてドキュメンタリー「『元テロリストを受け入れる』紛争地ソマリアで、イスラム過激派を更生させる日本人の若者」が配信[11]
- 2021年6月6日 - BS1スペシャル「ビジョンハッカー〜世界をアップデートする若者たち〜」出演[11]
- 2021年7月17日 - テレビ朝日「発信！未来クリエイター」出演[11]
- 2021年10月22日 - 関西テレビ「転生バラエティ 超絶スキルこう使ってみた！」出演[11]
- 2021年10月31日 - TBS 「サンデージャポン」出演[11]
- 2021年12月12日 - TBS 「サンデージャポン」出演[11]
- 2022年3月2日 - 「ABEMAヒルズ」出演[11]
- 2022年3月6日 - TBS「サンデージャポン」出演[11]
- 2022年3月13日 - TBS「サンデージャポン」VTR出演[11]
- "2022年3月26日 - NHK BS1「ザ・ヒューマン」にて長編ドキュメンタリー「テロリストも一人の若者である〜国際NGO代表 永井陽右〜」が放送[11]
- 2022年5月22日 - TBS「サンデージャポン」出演[11]
- 2022年5月24日 - 「ABEMAヒルズ」出演[11]
- 2022年5月24日 - TBSラジオ「アシタノカレッジ」出演[11]
- 2022年5月29日 - 「NNNドキュメント’22」にて代表理事永井の密着ドキュメンタリーが放送[11]
- 2022年6月26日 - TBS「サンデージャポン」出演[11]
- 2022年9月8日 - 「ABEMAヒルズ」出演[11]
- 2022年10月16日 - TBS「サンデージャポン」出演[11]
- 2022年11月15日 - 「ABEMAヒルズ」出演[11]
- 2023年2月4日 - NHK「ワルイコあつまれ」出演[11]
- 2023年2月12日 - TBS「情熱大陸」出演[11]
- 2023年2月28日 - TBSラジオ「アシタノカレッジ」出演[11]
- 2023年3月5日 - TBS「サンデージャポン」出演[11]
- 2023年3月15日 - NHKラジオ「ラジオ深夜便」出演[11]
- 2023年3月20日 - J-WAVE「JUST A LITTLE LOVIN’」出演[11]
- 2023年3月24日 - YouTubeチャンネル「丸山ゴンザレスの裏社会ジャーニー」出演[11]
- 2023年3月30日 - YouTubeチャンネル「丸山ゴンザレスの裏社会ジャーニー」出演[11]
- 2023年4月5日 - YouTubeチャンネル「丸山ゴンザレスの裏社会ジャーニー」出演[11]
- 2023年4月23日 - 「そこまで言って委員会NP」出演[11]
- 2023年5月9日 - 「辛坊治郎 ズーム そこまで言うか」出演[11]
- 2023年5月11日 - 「ABEMAヒルズ」出演[11]
- 2023年5月14日 - TBS「サンデージャポン」出演[11]
- 2023年6月26日 - 文化放送「大竹まことゴールデンラジオ」出演[11]
- 2023年7月14日 - TBS「首都圏情報 ネタドリ!」出演[11]
- 2023年8月9日 - 「ABEMAヒルズ」出演[11]
- 2023年8月12日 - TBS「報道特集」出演[11]
- 2023年9月4日 - ビジネス動画メディア「ReHacQ -リハック-」出演（前編）[11]
- 2023年9月8日 - 読売テレビ「そこまで言って委員会NP」出演[11]
- 2023年9月11日 - ビジネス動画メディア「ReHacQ -リハック-」出演（後編）[11]
- 2023年9月25日 - TBS「news23」出演[11]
- 2023年10月9日 - TBS「news23」出演[11]
- 2023年11月18日 - ラジオ「【文化放送】ロンドンブーツ1号2号田村淳のNewsCLUB」出演[11]
- 2023年11月29日 - 「ABEMAヒルズ」出演[11]
- 2024年1月21日 - 読売テレビ「そこまで言って委員会NP」出演[11]
- 2024年2月24日 - TBSラジオ「サステバ」出演[11]
- 2024年3月24日 - 読売テレビ「そこまで言って委員会NP」出演[11]
- 2024年5月23日 - 「ABEMAヒルズ」出演[11]
- 2024年6月2日 - NHK「おはよう日本」出演[11]
- 2024年8月11日 - 読売テレビ「そこまで言って委員会NP」出演[11]
- 2024年10月9日 - 「ABEMAヒルズ」出演[11]